# Danny Quinn
Daniele Anthony „Danny” Quinn (ur. 16 kwietnia 1964 w Rzymie) – włoski aktor filmowy i telewizyjny, model, a okazjonalnie także reżyser, scenarzysta i producent filmowy.

## Życiorys

### Wczesne lata
Przyszedł na świat jako drugi z trzech synów nieżyjącego już wybitnego aktora amerykańskiego pochodzenia meksykańsko-irlandzkiego Anthony’ego Quinna (1915-2001) i projektantki kostiumów pochodzenia włoskiego Jolandy Addolori. Wychowywał się wraz z braćmi - starszym Francesco (ur. 22 marca 1962, zm. 5 sierpnia 2011) i młodszym Lorenzo (ur. 7 maja 1966).
Miał też przyrodnie rodzeństwo z innych związków ojca; braci - Christophera (ur. 27 października 1938. zm. 15 marca 1941) i Duncana (ur. 4 sierpnia 1945) oraz siostry - Christinę (ur. 1 grudnia 1941), Catalinę (ur. 21 listopada 1942) i Valentinę (ur. 26 grudnia 1952). Jego rodzice rozwiedli się 19 sierpnia 1997, ojciec miał z kolejnych związków trzech synów: Seana (ur. 7 lutego 1973), Alexa A. (ur. 30 grudnia 1976) i Ryana (ur. 5 lipca 1996) oraz córkę Antonię (ur. 23 lipca 1993).
Uczęszczał do katolickiej Szkoły Podstawowej Zakonu im. Najświętszego Serca Jezusowego w Grottaferrata. Kiedy miał 6 lat rodzina zamieszkała w Los Angeles, gdzie kontynuował naukę, a latem wracał do swojego domu w Cecchina w Castelli Romani. Miał 10 lat, gdy jego rodzice sprzedali dom w Bel Air w Kalifornii, aby przez następne 10 lat prowadzić winnicę w San Antonio. W 1982 roku jego ojciec, po nominacji do Oscara, podpisał kontrakt na sceniczną wersję musicalu Grek Zorba Freda Ebba w reżyserii Michalisa Kakojanisa, w teatrze na Broadwayu w Nowym Jorku, gdzie Danny mieszkał przez osiem lat. W 1990 roku przeniósł się do Los Angeles.

### Kariera
Danny zaczął swoją karierę artystyczną w Nowym Jorku. Początkowo studiował administrację gospodarczą na Master of Business Administration, ale po dwóch latach jego to znudziło i poszedł w ślady ojca. Przez dwa lata poznawał tajniki gry aktorskiej w nowojorskim Herbert Berghof Studio.
W 1985 roku wygrał casting do filmu sensacyjnego Banda jednej ręki (Band of the Hand), którego producentem był Michael Mann (znany z serialu NBC Policjanci z Miami i filmu Ostatni Mohikanin), a reżyserem Paul Michael Glaser (słynny Starsky z serialu Starsky i Hutch). Zagrał protagonistę Carlosa Rene Aragona, a na planie filmowym poznał swoją przyszłą żonę aktorkę Lauren Holly, z którą w latach 1991–93 tworzył małżeństwo.
Powrócił do pracy w filmie biograficznym Stradivarius (Stradivari, 1989) jako Francesco. Wkrótce zagrał rolę Renzo Tramaglino w telewizyjnej ekranizacji powieści Alessandro Manzoniego RAI Narzeczeni (I promessi sposi, 1989) u boku Alberta Sordi, Franco Nero, Burta Lancastera i F. Murraya Abrahama. W telefilmie La caracole (2000) wystąpił w roli młodego właściciela stadniny koni w trudnej sytuacji finansowej. W 2004 roku wziął udział w reality show Italia 1 Gospodarstwo (La fattoria) prowadzone przez Darię Bignardi. Wystąpił też w komediodramacie Abela Ferrary Go Go Tales (2007) z Willemem Dafoe i Matthew Modine.
Był prezenterem Festiwalu Piosenki Włoskiej w San Remo 1989 i 15 lutego 2013 roku powrócił na scenę Teatro Ariston w San Remo podczas czwartego dnia Festiwalu San Remo jako gość.
W 2019 otrzymał nagrodę fundacji włosko-amerykańskiej w Izbie Deputowanych.

## Filmografia

### Filmy fabularne
- 1986: Banda jednej ręki (Band of the Hand) jako Carlos
- 1989: Stradivarius (Stradivari) jako Francesco
- 1995: Zdradzone lata (A Reason to Believe) jako Wesley
- 1998: Kobieta w bieli (Donne in bianco) jako Alessandro
- 1998: Miłość bez granic (Eshgh bedoone marz)
- 1999: Wyspa (La spiaggia) jako Miro
- 1999: David i Lola (David and Lola) jako David
- 2000: La caracole jako Raphaël Delamotte
- 2000: Femminile, singolare jako Max
- 2002: Vernissage!1607, Caravaggio jako Caravaggio
- 2007: Go Go Tales jako Clark

### Filmy TV
- 1996: Pseudonim Rosomak (Code Name: Wolverine) jako Adolfo Jones
- 1997: Morderstwo i złe zachowanie (The Rockford Files: Murder and Misdemeanors)
- 1998: Biały słoń (L'Elefante bianco) jako Max
- 2000: Przyjaciele Jezusa: Maria Magdalena (Gli Amici di Gesù - Maria Maddalena) jako Jezus
- 2001: Przyjaciele Jezusa: Tomasz (Gli amici di Gesù - Tommaso) jako Jezus
- 2001: Przyjaciele Jezusa: Judasz z Kariothu (Gli amici di Gesù - Giuda)  jako Jezus

### Seriale TV
- 1989: Narzeczeni (I Promessi sposi) jako Renzo Tramaglino
- 1993: Space Rangers jako Daniel Kincaid
- 2000: Valeria medico legale
- 2002: Milusiaki - głos
- 2006: Don Matteo jako Edoardo Di Leo